# Redmi Note 11 Pro 5G
Redmi Note 11Pro5GはXiaomiが開発し、2022年5月19日に発表、5月30日に発売されたAndroid搭載5Gスマートフォンである。

## 概要
Xiaomiは2022年5月19日にTwitterで「Redmi Note 11 Pro 5G」を日本市場に投入することを発表し、5月30日に発売する。
この機種はMNOの通信事業者は楽天モバイルから販売される。
楽天モバイル以外の通販などからの販売は以下の通り
- オンライン：Amazon.co.jp、ECカレント、NTTぷらら、ソフトバンクセレクション、Mi.com、murauchi.com、楽天市場、楽天ブックス
- 量販店：エディオン、ケーズデンキ、上新電機、ノジマ、ビックカメラ、ヤマダ電機、ヨドバシカメラ
- MVNO：イオンモバイル、IIJmio、goo Simseller

価格はオープンマーケット版が税込44,800円、楽天モバイルからは税込42,980円となっている。

OSは、Android 11をベースにしたMIUI 13が初期搭載される。
画面は6.67インチのアクティブマトリクス式有機ELディスプレイ（AMOLED Display）を採用しており、筐体側面に指紋認証センサーを搭載している。
背面カメラは1億800万画素のメインカメラ、800万画素の超広角カメラ、200万画素のマクロカメラで構成される3眼カメラが搭載され、1080Pまたは720Pで最大30fpsの動画撮影が可能になっている。
前面カメラは1600万画素のフロントカメラが搭載され、1080Pまたは720Pで最大30fpsの動画撮影が可能になっている。
USB Type-Cを充電・通信ポートに採用するほか、3.5mmイヤホンジャックやFeliCa（おサイフケータイ® 対応）や赤外線通信機能を備えている。
バッテリー容量は5,000mAhの大容量バッテリーが搭載されているほか、最大67Wの急速充電に対応しているため、わずか15分で約50%の充電が可能になっている。
無線通信は、Wi-Fi 5とBluetooth 5.1に対応する。
SIMカードのサイズは、nano-SIMであり、eSIMにも対応している。
【出典】
- シャオミ、「Redmi Note 11 Pro 5G」を国内向けに発表[1]

## デザイン

### カラーバリエーション
カラーはポーラーホワイト、グラファイトグレー、アトランティックブルーの3色を展開している。
このうちアトランティックブルーはオープンマーケット版のみの販売となり、楽天モバイルでは販売していない。
| カラー | カラーネーム           |
| ------ | ---------------------- |
|        | ポーラーホワイト       |
|        | グラファイトグレー     |
|        | アトランティックブルー |

## 技術仕様

### 本体
- 高さ：164.19 mm
- 幅：76.1 mm
- 厚さ：8.12 mm
- 重量：202 g

### RAM/ROM
- RAM：6GB
- ROM：UFS2.2 128GB
- 外部ストレージ：microSDXC 最大1TB

### バッテリー
- バッテリー容量：5,000mAh
- 【連続通話時間】 約33時間（4G LTE） 約32時間（3G）
- 【連続待受時間】 約675時間（4G LTE） 約667時間（3G）

### 無線通信

#### SIM
- SIMカードサイズ nano-SIM
- eSIM対応

#### 対応周波数
- 2G（GSM）：850MHz/900MHz/1.8GHz/1.9GHz
- 3G（W-CDMA）：1/2/4/5/6/8/19
- 4G LTE（FDD）：1/2/3/4/5/7/8/12/13/17/18/19/20/26/28
- 4G LTE（TDD）：38/40/41（2545-2650MHz）/42
- 5G NR（Sub-6）：n3/n28/n41/n77/n78

4G対応周波数において、日本の通信事業者大手4キャリア（docomo, au, SoftBank, 楽天モバイル）の主要バンド（Band1/3/8/18/19/26）はすべてカバーしている。
5G周波数においては、新たに割り当てられた5G用周波数（3.7GHz帯/4.5GHz帯）のうち、docomoのn79とau（KDDI）の追加割り当てのn40以外はすべてカバーしている。
4Gの5G転用の周波数については、au（KDDI）,SoftBankのn3・docomo,au（KDDI）,SoftBankのn28に対応している。このほかの転用5Gについては非対応である。

#### Wi-Fi / 近距離無線通信
- Wi-Fi 5（IEEE802.11a/b/g/n/ac）2.4GHz/5GHz
- Bluetooth 5.1
- FeliCa（おサイフケータイ® 対応）

#### 測位システム
GPS: L1, GLONASS, BDS B1, Galileo E1

### メディア

#### オーディオ
- デュアルスピーカー
- 3.5 mm ヘッドホンジャック
- 高解像度オーディオ認定（ハイレゾ対応）

#### 動画コーデック
H.263, H.264, H.265, MPEG-2 Video, MPEG-4 Video, VP8, VP9, Xvid

#### センサー
近接センサー, 環境光センサー, 加速度計, 電子コンパス, IR（赤外線）ブラスター, ジャイロスコープ

#### 同梱物
〔SIMフリー（オープンマーケット版）〕
67W ACアダプタ（試供品）, USB Type-C ケーブル（試供品）, 保護ケース（試供品）, SIM取り出しツール（試供品）, クイックスタートガイド, 保証に関するお知らせ
〔楽天モバイル〕
保護ケース, 67W AC アダプター, USB Type-C ケーブル, クイックスタートガイド, お願いとご注意, SIM取り出しツール